# Cromwell (Connecticut)
Pour les articles homonymes, voir Cromwell.
Cromwell est une ville américaine située dans le comté de Middlesex au Connecticut.
Cromwell devient une municipalité en 1851. Elle est nommée en l'honneur d'Oliver Cromwell.

## Démographie
Selon le recensement de 2010, Cromwell compte 14 005 habitants. La municipalité s'étend sur 12,95 milles carrés (33,54 km2), dont 12,45 milles carrés (32,25 km2) de terres.
| 1870  | 1880  | 1890  | 1900  | 1910  | 1920  |
| ----- | ----- | ----- | ----- | ----- | ----- |
| 1 856 | 1 640 | 1 987 | 2 031 | 2 188 | 2 454 |

| 1930  | 1940  | 1950  | 1960  | 1970  | 1980   |
| ----- | ----- | ----- | ----- | ----- | ------ |
| 2 814 | 3 281 | 4 286 | 6 780 | 7 400 | 10 265 |

| 1990   | 2000   | 2010   | - | - | - |
| ------ | ------ | ------ | - | - | - |
| 12 286 | 12 871 | 14 005 | - | - | - |